# Grab des bunten Hahnes

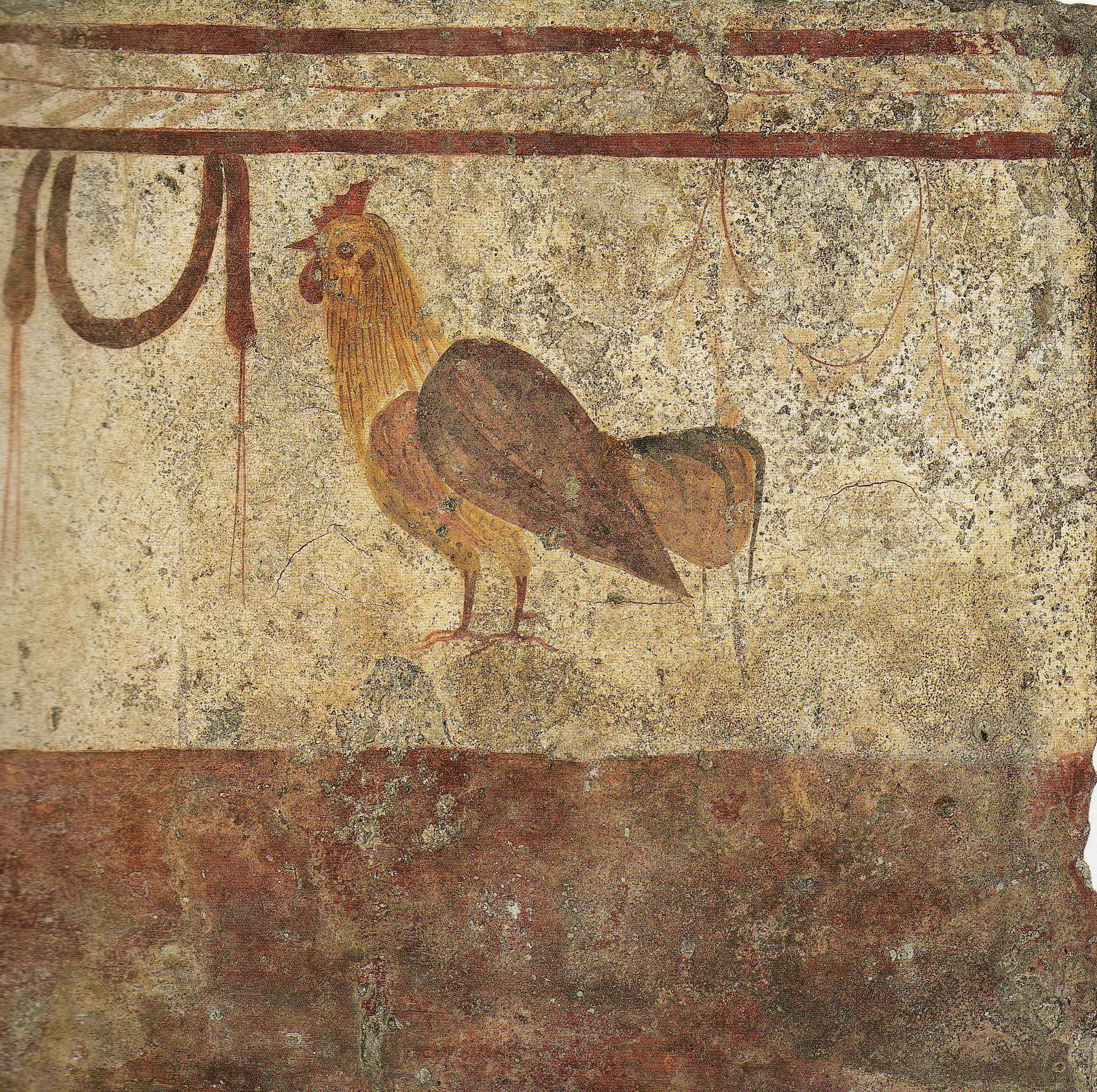
Das namengebende Gemälde

Das Grab des bunten Hahnes ist ein Männergrab aus der Mitte des 4. Jahrhunderts vor Christus, dessen Überreste in der Nekropole Vannullo bei Paestum gefunden und dort als Grab Nr. 4 bezeichnet wurden. Die Überreste befinden sich mittlerweile im Archäologischen Nationalmuseum in Paestum, wo sie die Inventarnummern 31734 bis 31737 erhalten haben.

## Gemälde
Die ursprüngliche Anordnung der vier rechteckigen Platten, die die Grabkammer bildeten, konnte erst während der Vorarbeiten zu einer Ausstellung in Deutschland im Jahr 2007 rekonstruiert werden. Das namengebende Gemälde eines bunten Hahnes befindet sich auf der Platte, die sich an der westlichen Schmalseite des Grabes befand. Sie ist 96 cm hoch und 99 cm breit, während die Platten der Langseiten 97 cm hoch und 229 cm lang sind. 
Die dunkelrot ausgemalte Sockelzone nimmt etwa ein Drittel des Bildfeldes ein; darüber ist ein Arrangement von Steinbrocken zu sehen, auf denen, nach links gewandt, der Hahn, ein Symbol der Fruchtbarkeit, steht. Er ist in einem gelblichen Braun gehalten, die Flügel und drei lange Schwanzfedern in dunklerem Braun. Kamm, Schnabel, Kopf und Ständer sind rot. Der Hahn ist nicht in einer Umrisslinie gezeichnet, sondern aus einzelnen Farbflächen zusammengesetzt; am Hals ist das Federkleid durch dunklere senkrechte Pinselstriche angedeutet. Von der oberen Begrenzung des Bildfeldes, einem Zweigmotiv zwischen zwei roten Balken, hängt links vor dem Schnabel des Vogels eine rote Binde herab. 

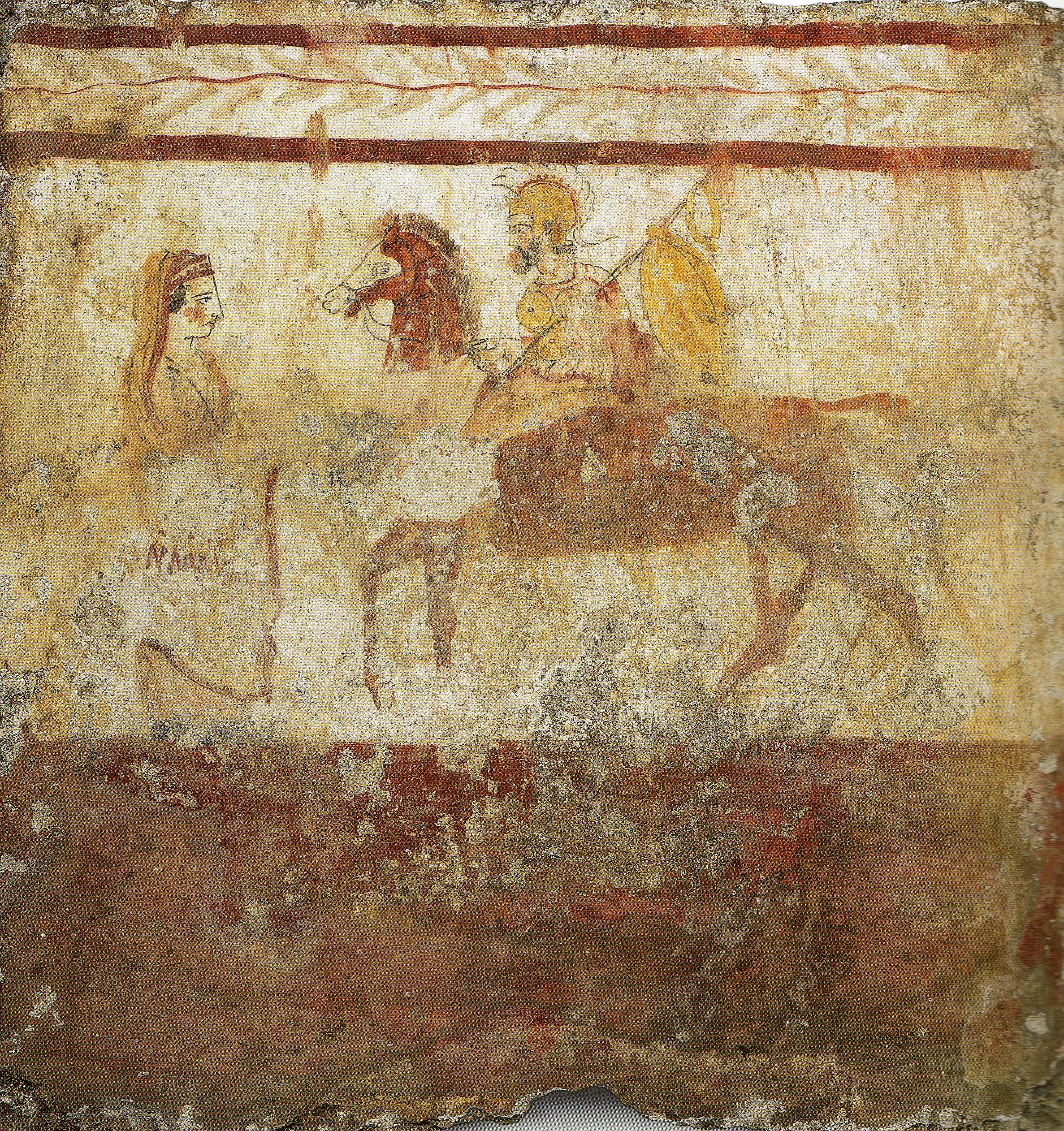
Heimkehr des Ritters

Auf der gegenüberliegenden Schmalseite und damit vermutlich am Kopfende des Grabes war die Heimkehr des siegreichen Ritters zu sehen, ein Motiv, das in der lukanischen Grabmalerei häufig auftritt. Die Platte ist etwas beschädigt. Zu erkennen ist noch der auf einem schwungvoll ausschreitenden Fuchs mit gestutzter Mähne reitende Mann in Panzer und Helm mit den Trophäen, die an seiner Lanze befestigt sind. Die gelbe Farbe dieser Elemente deutet den Glanz des Metalls an. Empfangen wird er von einer geschminkten Frau mit einem gefältelten, rotgeränderten Schleier auf dem Hinterkopf und einem Gewand, das mit einer roten Zickzacklinie geschmückt ist. Arme und Hände dieser Gestalt sind nicht mehr zu erkennen; es ist jedoch davon auszugehen, dass sie ihm den in dieser Szene zu erwartenden Willkommenstrunk präsentiert hat. Die Gesichter und die noch erkennbaren Gliedmaßen sind mit Umrisslinien gezeichnet, doch während die Hautfarbe der Frau dem weißlichgrauen Maluntergrund entspricht, ist die Haut des Ritters leicht getönt. 

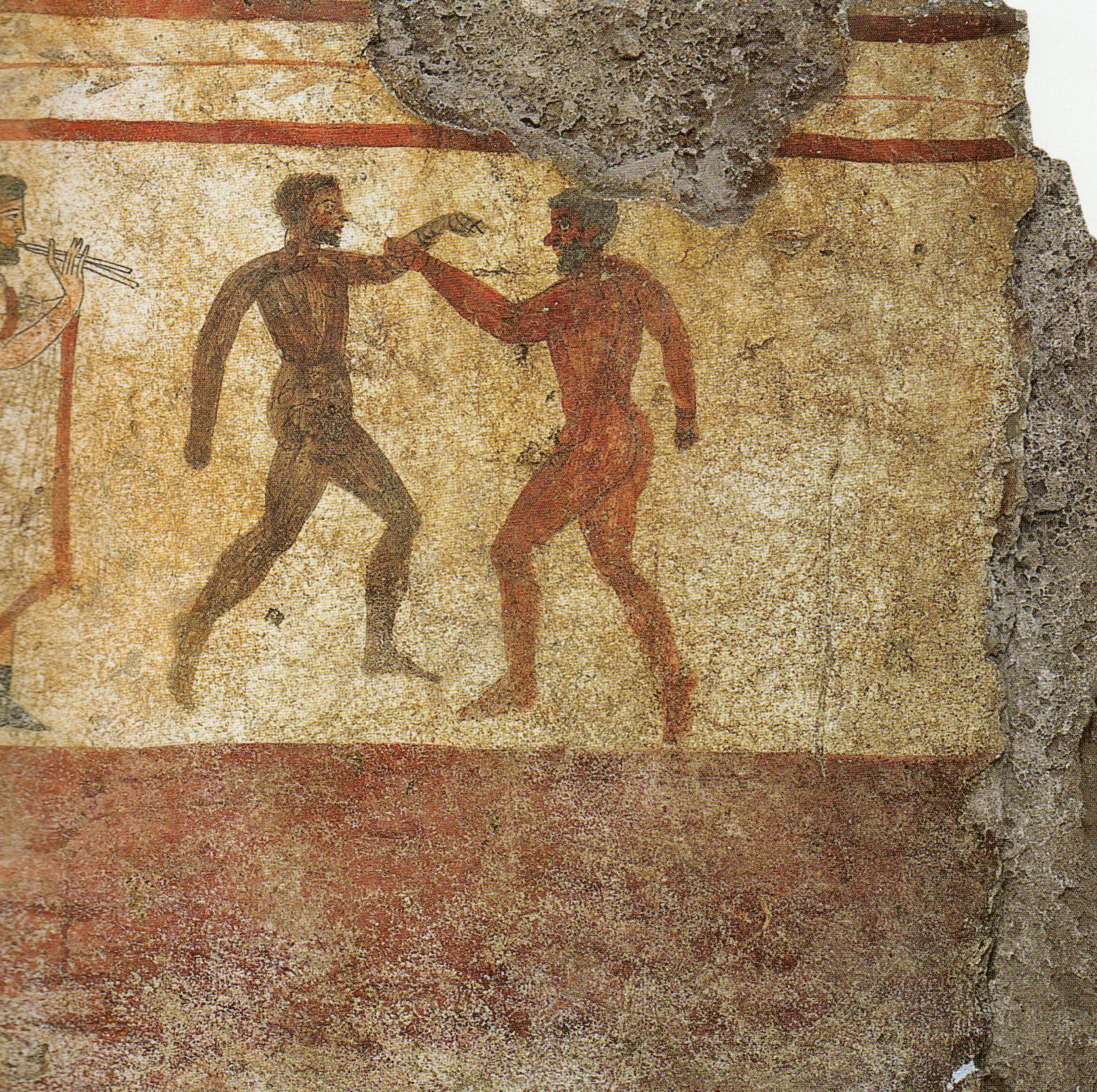
Boxkampf

Ähnliches lässt sich bei den Darstellungen der Leichenspielszenen auf den Seitenplatten des Grabes beobachten: Die eine zeigte, wie viele Längsplatten aus Männergräbern dieser Zeit und Gegend, ein Arrangement aus zwei Kampfszenen; bewaffnete Krieger und nackte Boxer maßen sich jeweils im Zweikampf. Jedoch ist die Anordnung der beiden Szenen im Vergleich etwa zum Grab der Nereide, dem Grab der Hirschjagd oder dem Grab der Granatäpfel umgekehrt; die Waffenkämpfer befanden sich im linken Bildteil. Dieser ist allerdings schwer beschädigt. Besser als die Waffenkämpfer sind die beiden Boxer in der rechten Bildhälfte zu erkennen, von denen der linke eine dunkel-, der rechte eine rötlichbraune Hautfarbe aufweist. Links von ihnen und ihnen zugewandt steht ein Aulosspieler. Er benutzt eine Phorbeia und trägt weiße, mit roten Zickzacklinien und Borten geschmückte Kleidung und schwarze Stiefel. Seine unbekleideten Körperteile sind mit dunklen Umrisslinien gezeichnet und in heller Hautfarbe koloriert, das dunkle Haar durch Binnenzeichnung veranschaulicht. 

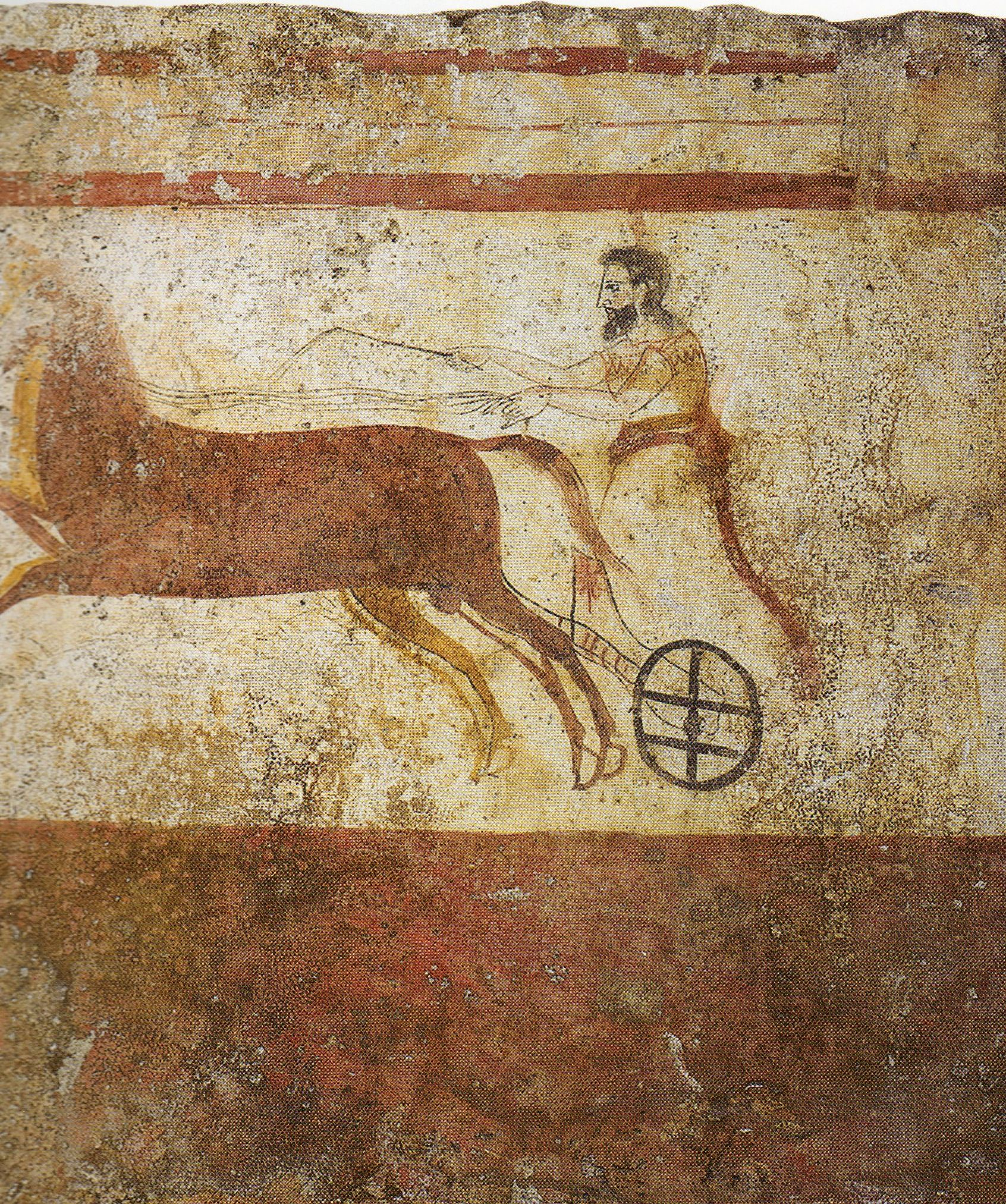
Detail des Wagenrennens

Auf der anderen Längsplatte ist das obligatorische Wagenrennen dargestellt: Zwei Bigae folgen einander, optisch getrennt durch eine mit einer Binde geschmückte Säule und eine vom oberen Bildrand herabhängende Girlande. Die Fahrer haben jeweils links einen Fuchs und rechts einen Falben eingespannt; das hellere Pferd ist jeweils nur durch Konturen, die fast wie ein Schatten seines Gespannpartners wirken, angedeutet. Die Wagenlenker tragen lange weiße, rot geschmückte Gewänder und haben jeweils ein Knie gebeugt. Sie blicken beide nach vorn, führen die Zügel mit der linken Hand und handhaben die Peitsche mit der rechten. Variationen bietet außer der Haar- und Bartfarbe der beiden Rennfahrer lediglich die Gestaltung der Räder der beiden Wagen. Während der vordere vier radiale Speichen aufweist, ist das Rad des hinteren Wagens anders konstruiert.

## Grabbeigaben
Das Grab des bunten Hahnes wurde mit zahlreichen Beigaben ausgestattet. Darunter befand sich eine 25,1 cm hohe rotfigurige Halsamphora, die mit einem nackten jungen Mann geschmückt ist, der eine Eierphiale und eine Binde trägt. Rechts oben im Bildhintergrund ist eine weitere Binde zu sehen; die Schulter des Gefäßes, das im Museum in Paestum die Inventarnummer 31738 erhielt, ist mit einem Zungenmuster geschmückt, der Hals mit einer Palmette. Eine rotfigurige Kylix mit einem Durchmesser von 18 cm und einer Höhe von 5 cm trägt im Tondo das Bild einer Frau mit nacktem Oberkörper, die mit einem Zweig und einem Spiegel hantiert. Auch hier befindet sich im Bildhintergrund eine Binde. Das Gefäß hat die Inventarnummer 31740. Eine schmucklose schwarze Patera gehörte ebenfalls zu den Grabbeigaben, ferner ein Bronzegürtel und weitere Gegenstände.